# وایترایت (تگزاس)
وایترایت، تگزاس(به انگلیسی: Whitewright, Texas) شهری در ایالت تگزاس از ایالات جنوبی ایالات متحده آمریکا است. در سرشماری سال ۲۰۰۰، جمعیت این شهر ۱۷۴۰ نفر اعلام شد.